# Christoph Bach
Pour les articles homonymes, voir Bach (homonymie).
Christoph Bach, né le 19 avril 1613 à Günthersleben-Wechmar et décédé le 12 septembre 1661 à Arnstadt, est un musicien allemand de la famille Bach. Il est le grand-père paternel de Jean-Sébastien.

## Biographie

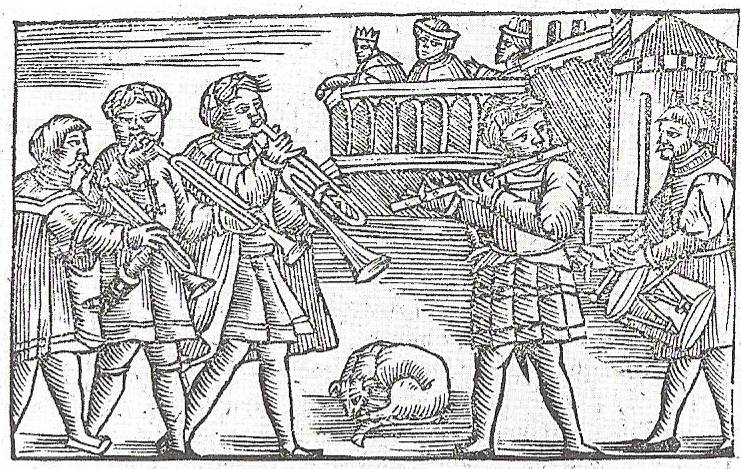
Fra Olaus Magnus : Stadtpfeifer, vers 1555.

Selon les informations données en 1735 par Jean-Sébastien Bach dans sa généalogie « Origine de la famille de musiciens Bach », son grand-père paternel Christoph, second fils de Johannes Bach, était frère de Johann et de Heinrich.
Il naît à Wechmar en 1613. Après une formation musicale reçue certainement de son père puis probablement de Johann Christoph Hoffmann, un musicien municipal de la ville de Suhl, il revient à Wechmar vers 1633. Il y exerce comme musicien municipal et « serviteur du prince ».
En 1640, il vit en Saxe à Prettin (aujourd'hui Annaburg), où il épouse Maria Magdalena Grabler, fille  d'un musicien municipal. Trois de leurs fils seront musiciens :
- Georg Christoph Bach ;
- Johann Christoph Bach II ;
- Johann Ambrosius Bach, père de Jean-Sébastien.

De 1642 à 1652, il demeure à Erfurt. Cette ville sera longtemps le foyer des Bach. Ils en animeront la vie musicale pendant plus d'un siècle : dans les registres paroissiaux, on dénombre plus de 60 baptêmes, mariages ou sépultures de membres de la famille. En 1793, tous les musiciens municipaux se nomment Bach. Mais par la suite, leur nom disparaît. 
En 1654, Christoph s'établit à Arnstadt comme « musicien de la cour et de la ville ». Il y meurt en 1661.
La seule de ses compositions que l'on connaisse a été publiée en 1928 dans le Bach-Jahrbuch .